# Cheongun-myeon
Cheongun-myeon (koreanska: 청운면) är en socken i kommunen Yangpyeong-gun i provinsen Gyeonggi i den norra delen av  Sydkorea, 65 km öster om huvudstaden Seoul.